# Caphornia gravida
Caphornia gravida là một loài bướm đêm trong họ Noctuidae.